# Premi Sant Jordi a la millor pel·lícula espanyola
En 1957, Ràdio Nacional d'Espanya (RNE) va començar a concedir anualment els Premis Sant Jordi de Cinematografia —anys més tard rebatejats com «Sant Jordi»— per a reconèixer la qualitat del cinema espanyol i internacional i dels professionals que el fan possible. Des de la seva primera edició ve lliurant el que potser és el més important d'aquests guardons, el Premi San Jorge a la millor pel·lícula espanyola, més tard denominat Premi Sant Jordi a la millor pel·lícula espanyola. El premi és atorgat per un jurat compost per crítics de cinema pertanyents als mitjans de comunicació presents a Barcelona, per la qual cosa és considerat com un premi de la crítica d'aquesta ciutat. Va ser impulsat pels crítics de RNE Jordi Torras i Esteve Bassols. Consisteix en una simple estatueta i no comporta dotació econòmica.
A continuació es llisten les pel·lícules que han rebut aquest trofeu. A l'esquerra s'indica l'any de concessió del premi i a la dreta el nom del director de la pel·lícula.

## Anys 1950

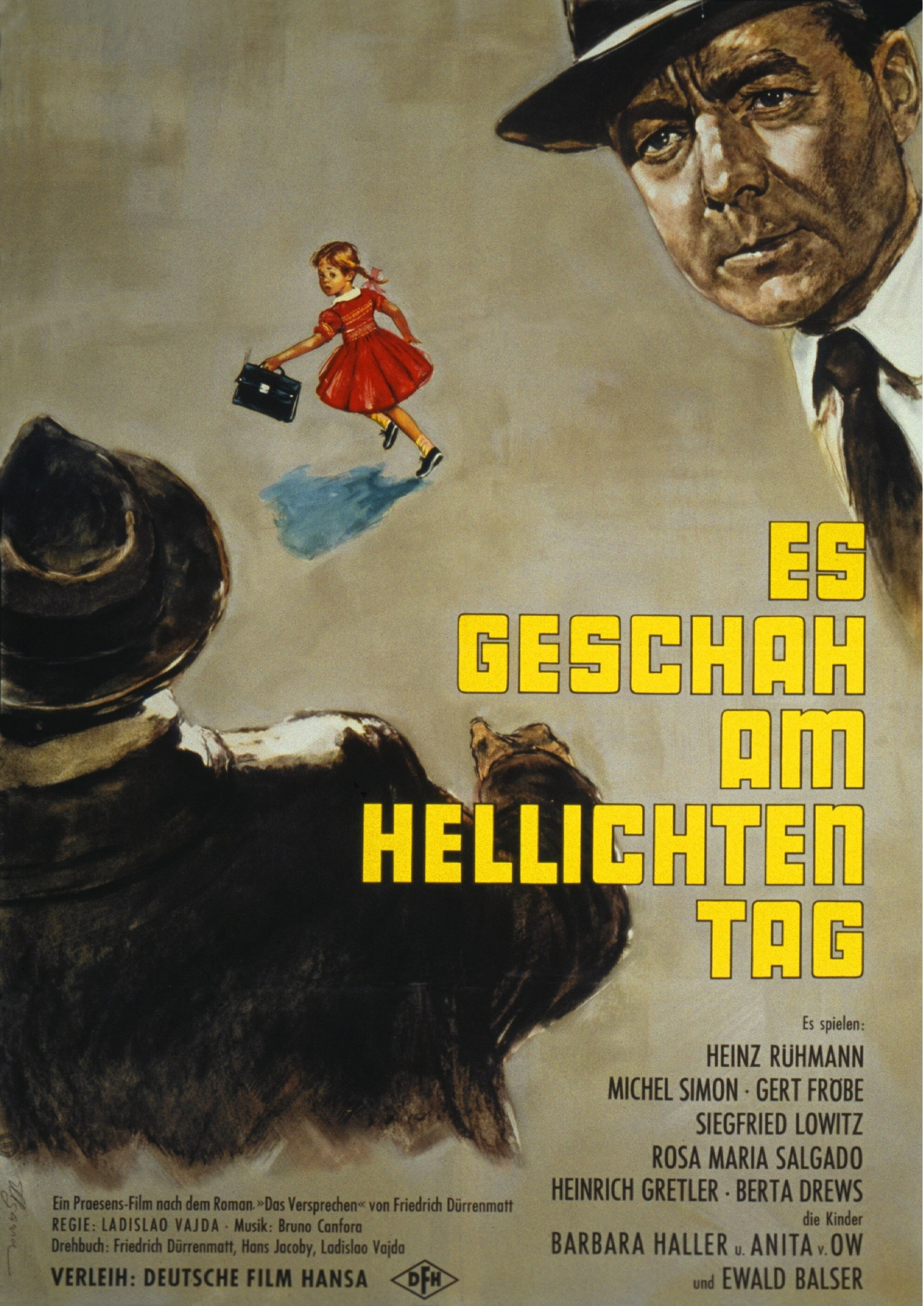
Es geschah am hellichten Tag va guanyar el premi en 1959

| Any  | Guanyadora                   | Director            | Notes       |
| ---- | ---------------------------- | ------------------- | ----------- |
| 1957 | Calle Mayor                  | Juan Antonio Bardem | [ 3 ] [ 4 ] |
| 1958 | No concedit                  |                     |             |
| 1959 | Es geschah am hellichten Tag | Ladislao Vajda      | [ 5 ]       |

## Anys 1960

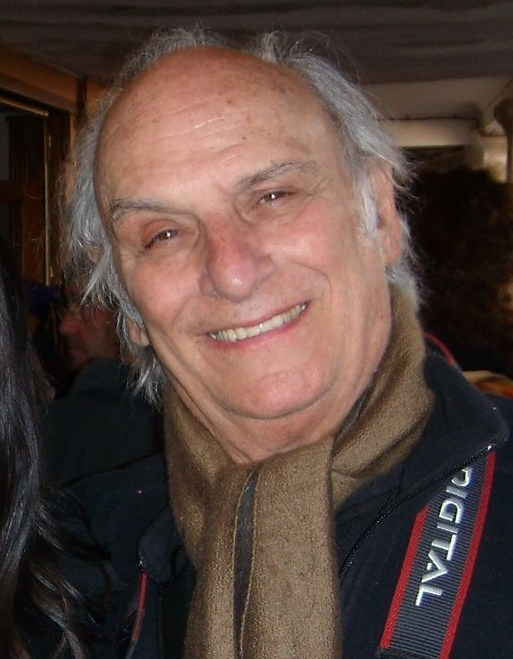
Dues pel·lícules de Carlos Saura guanyaren el premi consecutivament

| Any  | Guanyadora              | Director                | Notes  |
| ---- | ----------------------- | ----------------------- | ------ |
| 1960 | La venganza             | Juan Antonio Bardem     | [ 6 ]  |
| 1961 | El cochecito            | Marco Ferreri           | [ 7 ]  |
| 1962 | Plácido                 | Luis García Berlanga    | [ 8 ]  |
| 1963 | Los atracadores         | Francisco Rovira-Beleta | [ 1 ]  |
| 1964 | El verdugo              | Luis García Berlanga    | [ 9 ]  |
| 1965 | La tía Tula             | Miguel Picazo           | [ 10 ] |
| 1966 | Estambul 65             | Antonio Isasi           | [ 11 ] |
| 1967 | La caza                 | Carlos Saura            | [ 12 ] |
| 1968 | Peppermint frappé       | Carlos Saura            | [ 13 ] |
| 1969 | Las Vegas, 500 millones | Antonio Isasi           | [ 14 ] |

## Anys 1970

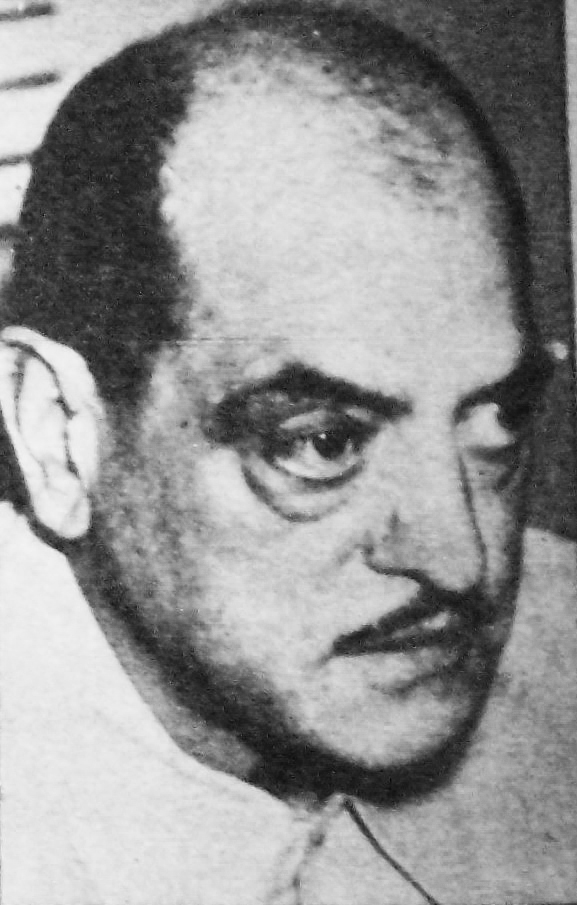
Tristana, de Luis Buñuel també va ser guardonada

| Any  | Guanyadora                | Director            | Notes         |
| ---- | ------------------------- | ------------------- | ------------- |
| 1970 | Tristana                  | Luis Buñuel         | [ 15 ]        |
| 1971 | Fortunata y Jacinta       | Angelino Fons       | [ 16 ]        |
| 1972 | El jardín de las delicias | Carlos Saura        | [ 17 ]        |
| 1973 | Mi querida señorita       | Jaime de Armiñán    | [ 18 ]        |
| 1974 | Corazón solitario         | Francesc Betriu     | [ 19 ]        |
| 1975 | La prima Angélica         | Carlos Saura        | [ 20 ]        |
| 1976 | Furtivos                  | José Luis Borau     | [ 21 ]        |
| 1977 | El puente                 | Juan Antonio Bardem | [ 22 ]        |
| 1978 | Tigres de papel           | Fernando Colomo     | [ 23 ] [ 24 ] |
| 1979 | La vieja memoria          | Jaime Camino        | [ 25 ]        |

## Anys 1980

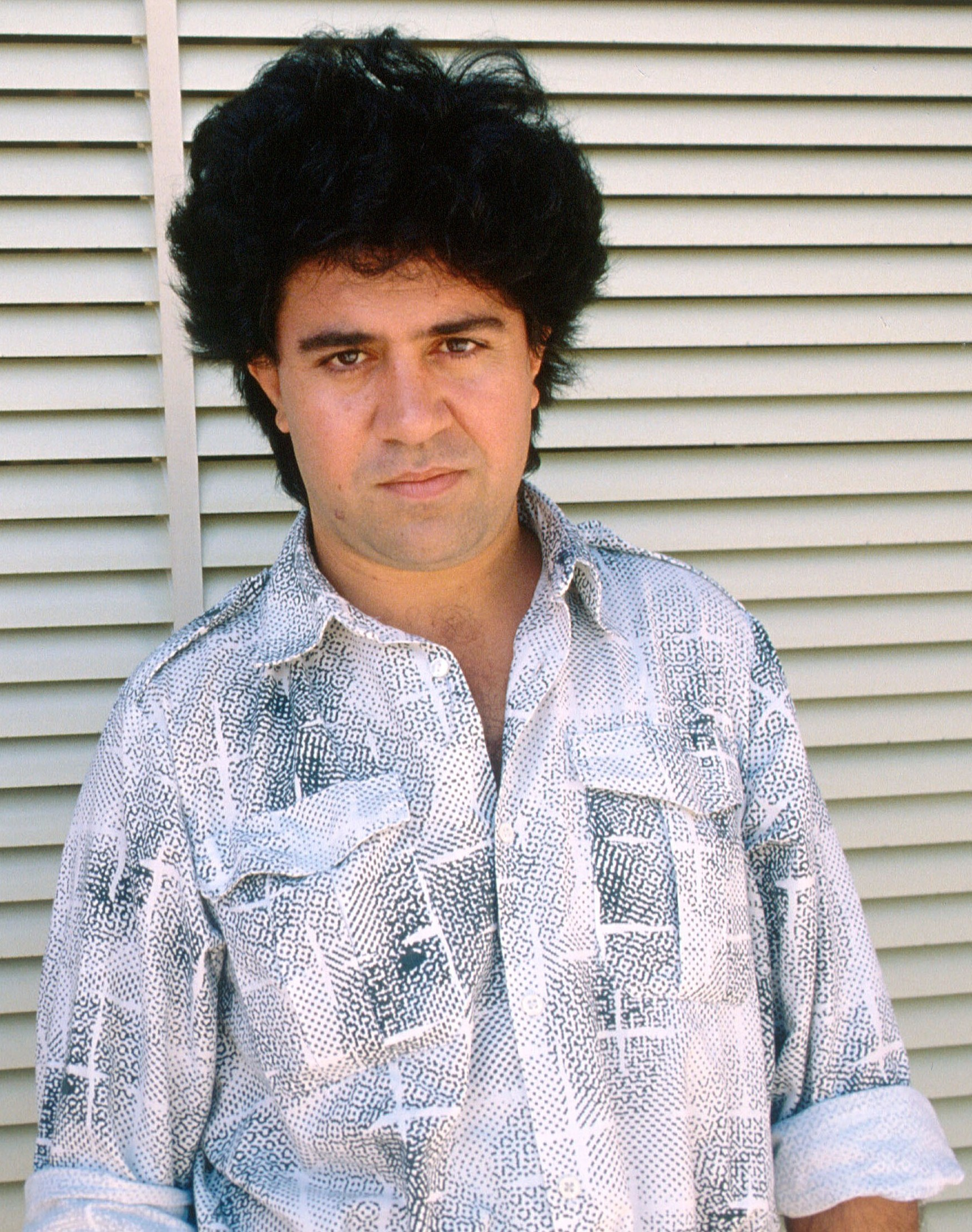
¿Qué he hecho yo para merecer esto? va suposar l'única aparició de Pedro Almodóvar al llistat del premi

| Any  | Guanyadora                          | Director                | Notes  |
| ---- | ----------------------------------- | ----------------------- | ------ |
| 1980 | La verdad sobre el caso Savolta     | Antonio Drove           | [ 26 ] |
| 1981 | Patrimonio nacional                 | Luis García Berlanga    | [ 27 ] |
| 1982 | Maravillas                          | Manuel Gutiérrez Aragón | [ 28 ] |
| 1983 | Demonios en el jardín               | Manuel Gutiérrez Aragón | [ 29 ] |
| 1984 | El sur                              | Víctor Erice            | [ 30 ] |
| 1985 | ¿Qué he hecho yo para merecer esto? | Pedro Almodóvar         | [ 31 ] |
| 1986 | Los motivos de Berta                | José Luis Guerín        | [ 32 ] |
| 1987 | El viaje a ninguna parte            | Fernando Fernán Gómez   | [ 33 ] |
| 1988 | Angustia                            | Bigas Luna              | [ 34 ] |
| 1989 | Remando al viento                   | Gonzalo Suárez          | [ 35 ] |

## Anys 1990

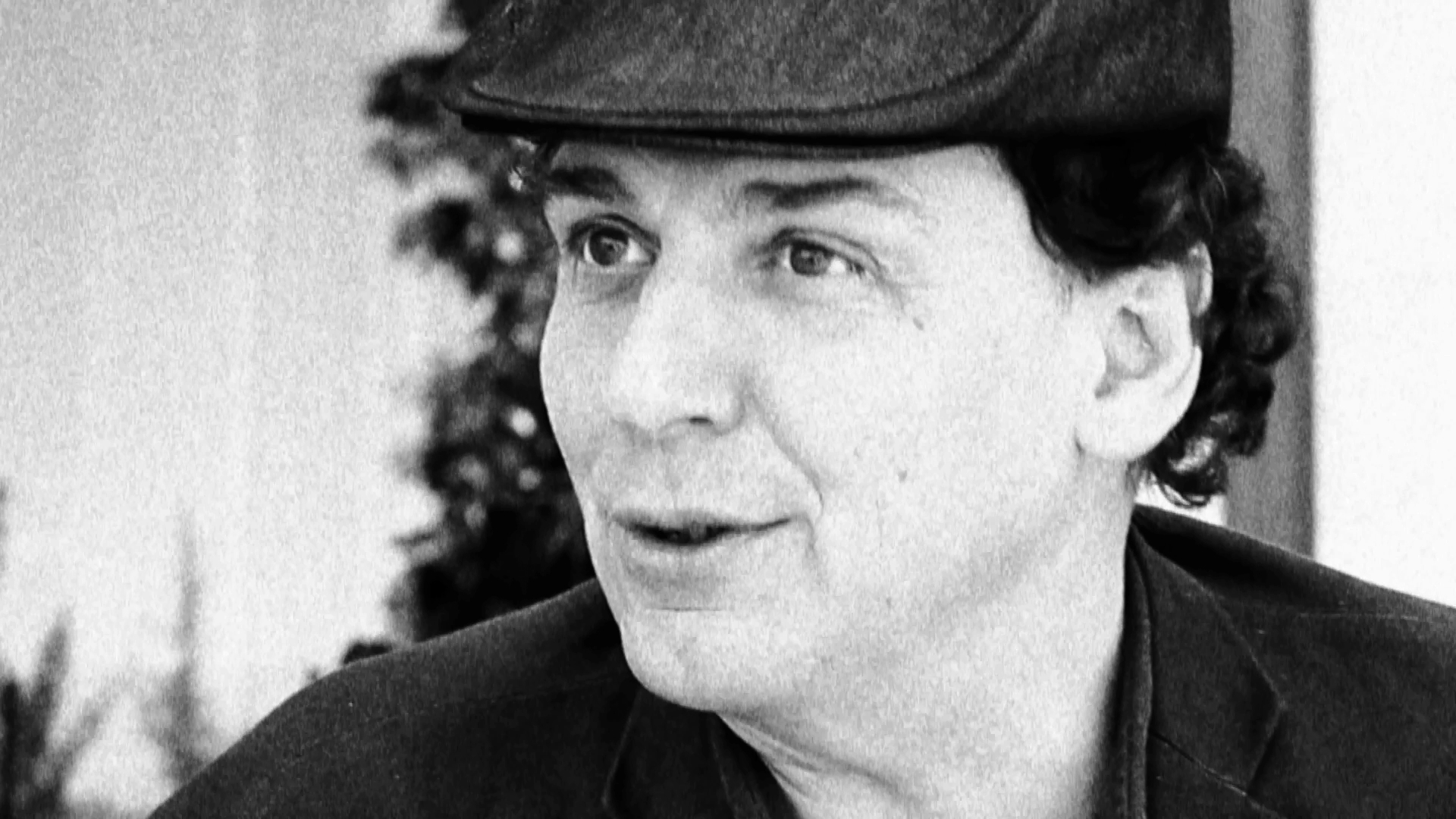
Dues altres pel·lícules de José Luis Guerín guanyaren el premi en aquesta dècada

| Any  | Guanyadora              | Director          | Notes  |
| ---- | ----------------------- | ----------------- | ------ |
| 1990 | El niño de la luna      | Agustí Villaronga | [ 36 ] |
| 1991 | Innisfree               | José Luis Guerín  | [ 32 ] |
| 1992 | Amantes                 | Vicente Aranda    | [ 37 ] |
| 1993 | Belle Époque            | Fernando Trueba   | [ 38 ] |
| 1994 | La ardilla roja         | Julio Medem       | [ 39 ] |
| 1995 | Días contados           | Imanol Uribe      | [ 40 ] |
| 1996 | Tierra y libertad       | Ken Loach         | [ 41 ] |
| 1997 | Cosas que nunca te dije | Isabel Coixet     | [ 42 ] |
| 1998 | Secretos del corazón    | Montxo Armendáriz | [ 43 ] |
| 1999 | Tren de sombras         | José Luis Guerín  | [ 32 ] |

## Anys 2000

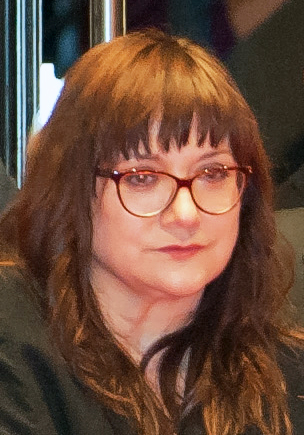
La vida secreta de les paraules era el tercer film premiat d'Isabel Coixet

| Any  | Guanyadora                      | Director           | Notes         |
| ---- | ------------------------------- | ------------------ | ------------- |
| 2000 | Goya en Burdeos                 | Carlos Saura       | [ 44 ] [ 45 ] |
| 2001 | El portero                      | Gonzalo Suárez     | [ 46 ]        |
| 2002 | En construcció                  | José Luis Guerín   | [ 32 ]        |
| 2003 | La caja 507                     | Enrique Urbizu     | [ 47 ] [ 48 ] |
| 2004 | Mi vida sin mí                  | Isabel Coixet      | [ 49 ] [ 42 ] |
| 2005 | Mar adentro                     | Alejandro Amenábar | [ 50 ]        |
| 2006 | La vida secreta de les paraules | Isabel Coixet      | [ 51 ] [ 42 ] |
| 2007 | El laberinto del fauno          | Guillermo del Toro | [ 52 ]        |
| 2008 | La soledat                      | Jaime Rosales      | [ 53 ]        |
| 2009 | Camino                          | Javier Fesser      | [ 54 ]        |

## Anys 2010

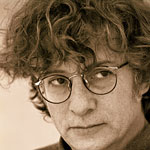
Javier Mariscal codirigí el film d'animació Chico y Rita

| Any  | Guanyadora      | Director                                        | Notes         |
| ---- | --------------- | ----------------------------------------------- | ------------- |
| 2010 | Celda 211       | Daniel Monzón                                   | [ 55 ]        |
| 2011 | Buried          | Rodrigo Cortés                                  | [ 56 ]        |
| 2012 | Chico y Rita    | Fernando Trueba, Javier Mariscal i Tono Errando | [ 57 ]        |
| 2013 | Blancaneu       | Pablo Berger                                    | [ 58 ]        |
| 2014 | Gente en sitios | Juan Cavestany                                  | [ 59 ] [ 60 ] |
| 2015 | Loreak          | Jose Mari Goenaga i Jon Garaño                  | [ 61 ]        |
| 2016 | Isla bonita     | Fernando Colomo                                 | [ 62 ]        |
| 2017 | La propera pell | Isaki Lacuesta i Isa Campo                      | [ 63 ] [ 64 ] |
| 2018 | Terra ferma     | Carlos Marqués-Marcet                           |               |
| 2019 | Les distàncies  | Elena Trapé                                     | [ 65 ]        |

### Anys 2020
| Any  | Guanyadora                | Director            | Notes  |
| ---- | ------------------------- | ------------------- | ------ |
| 2020 | O que arde                | Óliver Laxe         | [ 66 ] |
| 2021 | El año del descubrimiento | Luis López Carrasco | [ 67 ] |